# Rantau Kembang
Rantau Kembang is een bestuurslaag in het regentschap Tebo van de provincie Jambi, Indonesië. Rantau Kembang telt 1275 inwoners (volkstelling 2010).